# Anolis allisoni
Anolis allisoni är en ödleart som beskrevs av  Barbour 1928. Anolis allisoni ingår i släktet anolisar, och familjen Polychrotidae. Inga underarter finns listade i Catalogue of Life.

## Bildgalleri

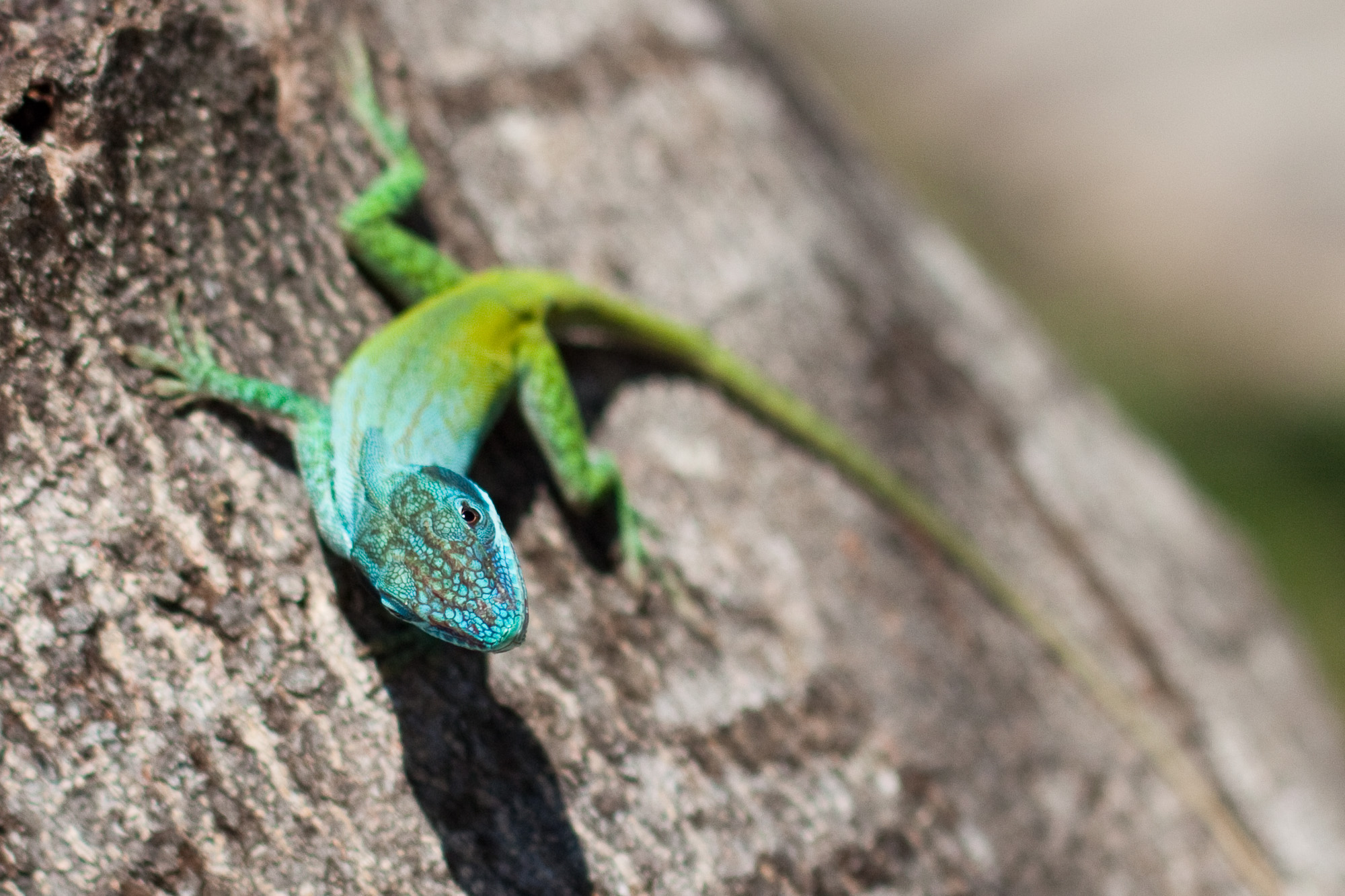
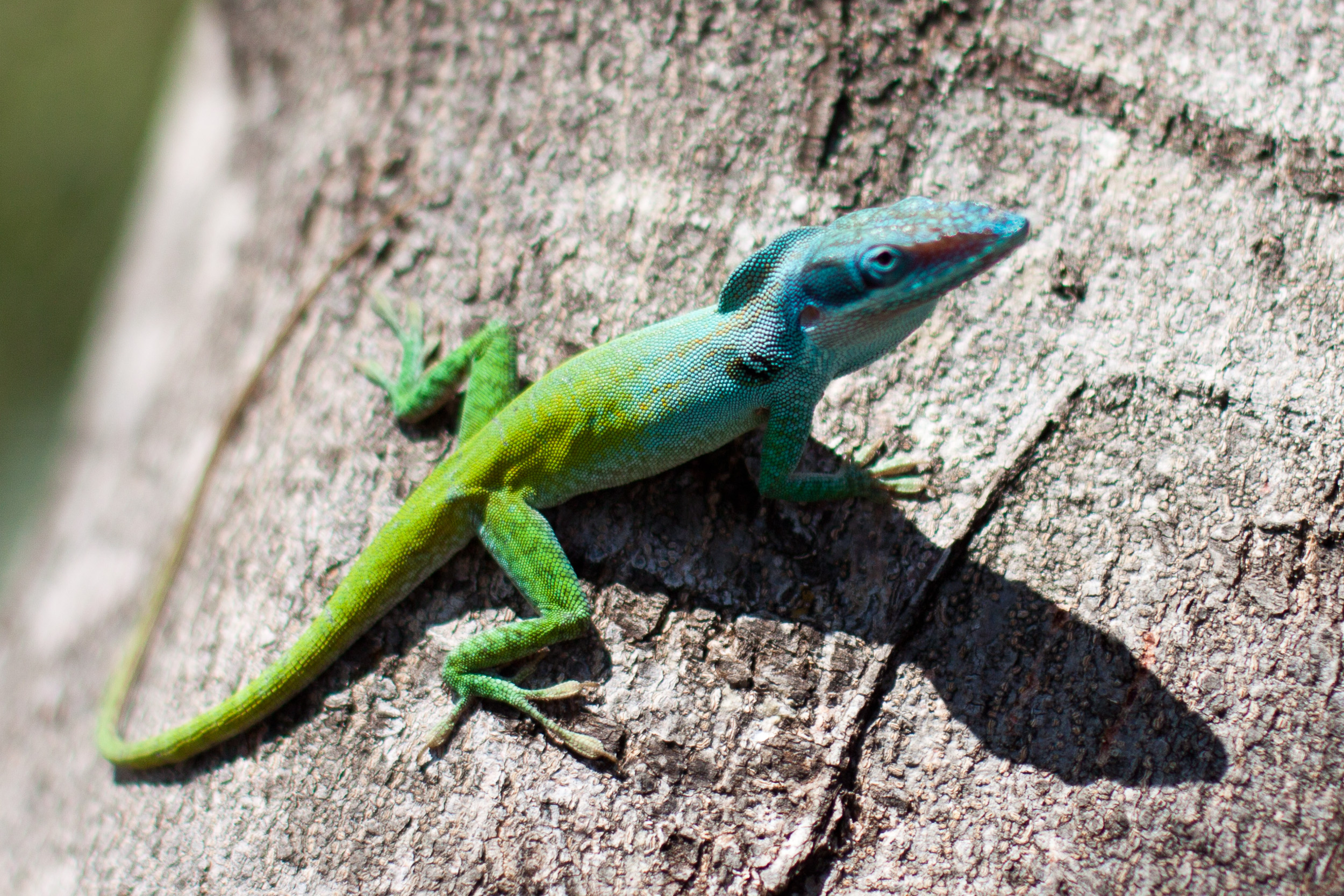
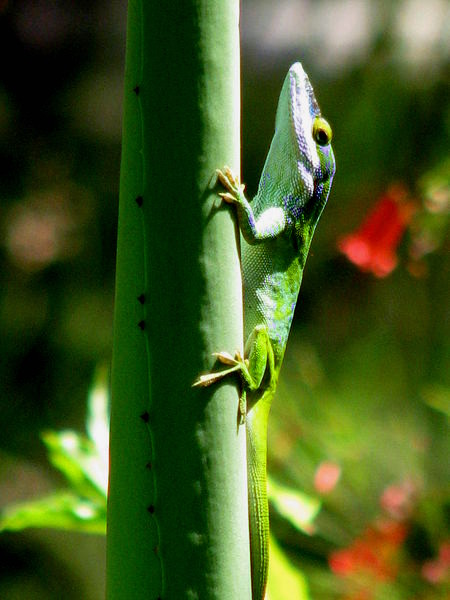
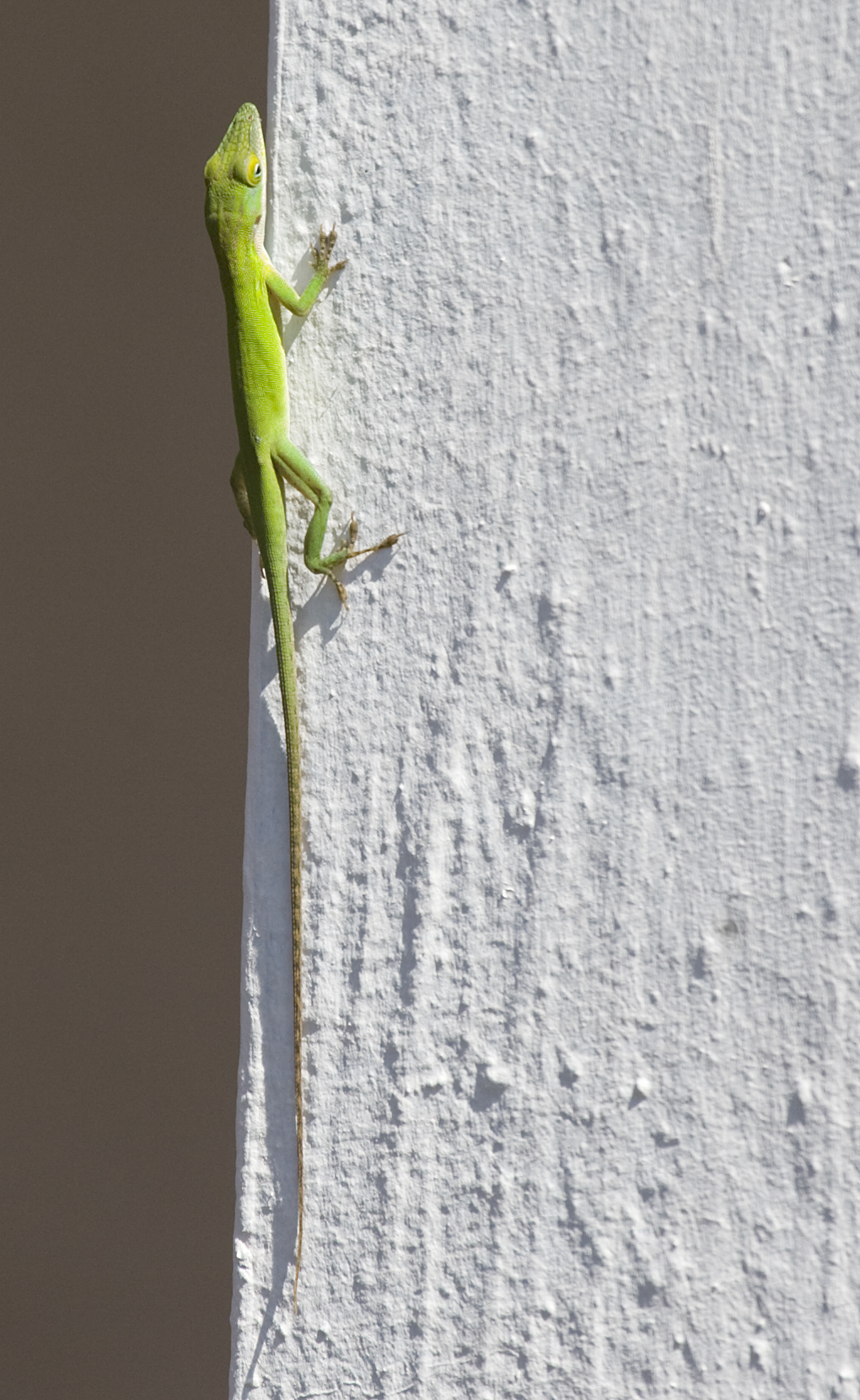
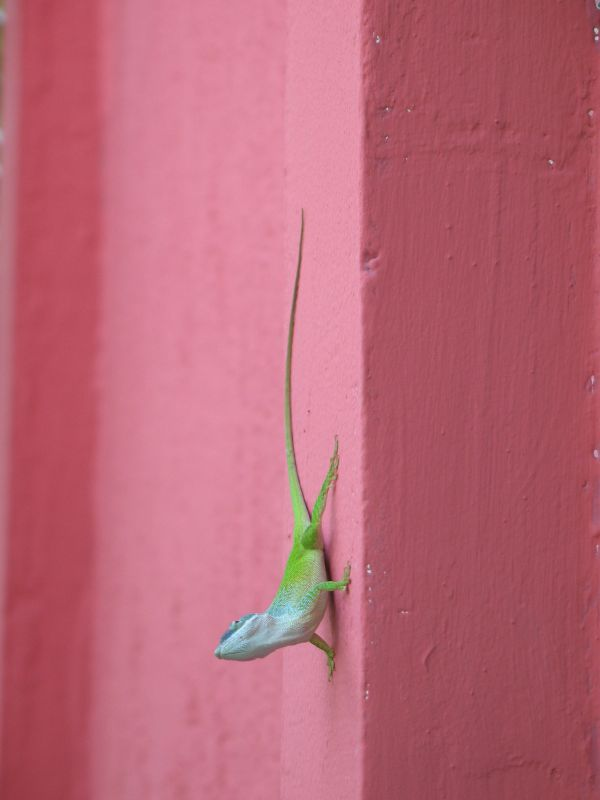